# Vale vleermuis
De vale vleermuis (Myotis myotis) is een vleermuis uit de familie der gladneuzen (Vespertilionidae). Samen met de grote rosse vleermuis is het de grootste vleermuis van het Europese vasteland.

## Beschrijving
Het is de grootste vleermuis van het geslacht Myotis in Europa en de grootste vleermuis van Nederland. De vale vleermuis heeft een kop-romplengte van 65 tot 89 millimeter en een gewicht van 28 tot 40 gram. Hij heeft een roestige glans over zijn grijsbruine vacht. De onderzijde is witgrijs. Het gezicht, de lange, brede oren en de brede vleugels zijn rozebruin. De vale vleermuis heeft een spanwijdte van 35 tot 45 centimeter. Hij is te herkennen aan zijn langzame slag. De geluidsfrequentie ligt tussen de 30 en de 70 kHz.

## Gedrag
De vale vleermuis is een warmteminnende soort, die vooral voorkomt in open lichtbebost gebied. In het noorden van het leefgebied komen ze vooral voor rond gebouwen. De kraamkolonies bevinden zich in gebouwen, als zolders en kerktorens, maar ook in grotten en holle bomen en een enkele keer in een vleermuiskast. Volwassen mannetjes leven meestal solitair, maar worden een enkele keer in een kraamkolonie aangetroffen. 's Nachts komen ze tevoorschijn, en vliegen ver na zonsondergang uit. Ze vliegen rustig met een 'roeiende' vleugelslag. Meestal vliegen ze laag bij de grond, in bossen. Hij jaagt voornamelijk op de grond op grotere insecten. Soms worden mestkevers, meikevers en motten in de lucht gevangen, maar kevers, spinnen, sprinkhanen en krekels worden over het algemeen op de grond gevangen.
Tussen de zomer- en winterverblijf ligt meestal vijftig kilometer, maar afstanden van tweehonderd kilometer of meer komen geregeld voor. Vrouwtjes trekken eerder naar de winterverblijven dan mannetjes. Ze overwinteren in grotten, maar ook in mijnen en kelders. Hij is dan vooral te vinden in open ruimten, zelden in spleten. Vroeger kon een groep uit meer dan duizend dieren bestaan, tegenwoordig niet meer dan honderd. In het begin van de winter bevinden ze zich diep in de grot, maar aan het einde van de winter, als de temperaturen stijgen, begeven ze zich meer naar de ingang van de grot.
De vale vleermuis is anno 2014 het enige zoogdier waarvan geweten is dat het gepolariseerd licht gebruikt om zich mee te oriënteren. Bij zonsondergang gebruiken ze dit licht van de zon om hun inwendig kompas mee te kalibreren.

## Voortplanting

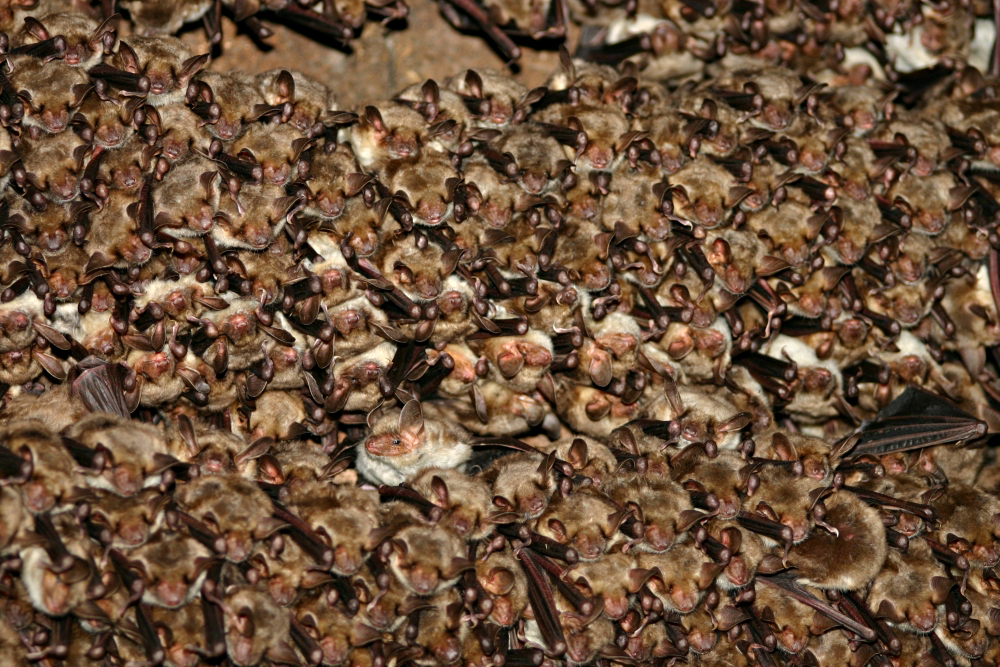
Een kraamkolonie in Hongarije

In de herfst begint de paartijd. Een stuk of vijf vrouwtjes verzamelen zich om één mannetje. Vanaf maart verzamelen de vrouwtjes zich in grote kraamkolonies (tot tweeduizend dieren). De draagtijd duurt 46 tot 70 weken. De jongen worden op in juni in de ochtend geboren. Ze zijn dan roze met lichte haartjes en wegen ongeveer zes gram bij de geboorte. Al op de eerste dag worden de jongen achtergelaten in een soort crèches, onder begeleiding van enkele vrouwtjes. De moeders gaan dan jagen.
Na 4 tot 7 dagen gaan de oogjes open. Als ze 22 dagen oud zijn, hebben ze een vacht en wegen ze ongeveer 18 tot 19 gram. De vale vleermuis heeft een compleet volwassen gebit als ze 30 tot 35 dagen oud zijn. Na 20 tot 24 dagen leren ze vliegen. Na veertig dagen zijn de vleermuizen onafhankelijk. Na drie maanden zijn de vrouwtjes geslachtsrijp, de mannetjes na vijftien maanden.

## Verspreiding

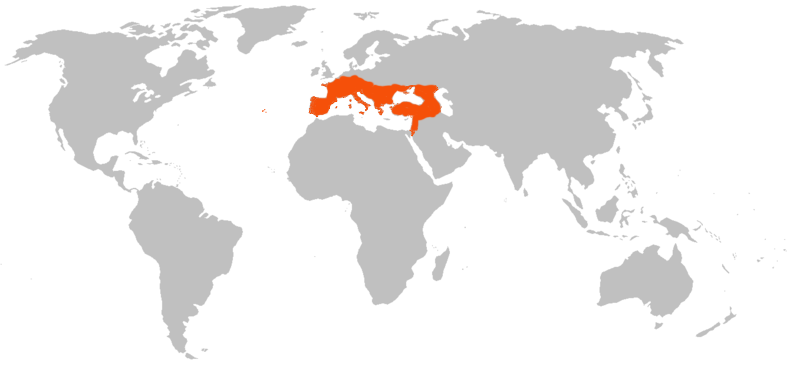
Verspreidingsgebied

De vale vleermuis komt in een groot deel van Europa voor. Hij ontbreekt in Scandinavië en de Britse eilanden. Ook op de Azoren wordt hij aangetroffen, evenals in Turkije, Syrië, Libanon, Jordanië en Israël. De Noord-Afrikaanse populatie wordt soms als een ondersoort beschouwd van de verwante kleine vale vleermuis, soms als een aparte soort: Feltens vleermuis (Myotis punicus).
Door Nederland loopt de noordgrens van zijn verspreidingsgebied. Ze komen in ieder geval voor in de Gelderse Poort en Zuid-Limburg. In Nederland zijn er verder weinig waarnemingen. De vale vleermuis staat op de Nederlandse rode lijst. In België komen ze onder andere voor in de buurt van Brussel. In Vlaanderen staat de soort als "ernstig bedreigd" op de rode lijst van zoogdieren.